# Serranía del Perijá
De Serranía del Perijá (ook wel Sierra de Perijá) is een bergketen, een uitloper van de oostelijke Andes, de Cordillera Oriental op de grens van Colombia en Venezuela. De bergketen is 310 km lang en eindigt in het noorden in de Guajirawoestijn. De bergen vormen de scheiding tussen de laagte van het Meer van Maracaibo en het dal van de rivier de Cesar in Colombia. Een gedeelte van het gebergte in Venezuela is een nationaal park en ook aan de Colombiaanse kant is een natuurreservaat ingesteld in 2014.
- Virtual International Authority File: 247172149